# 陳貽香
陳貽香（?—?），福建省福州府長樂縣人，清朝政治人物、同進士出身。
光緒九年（1883年），参加癸未科殿試，登進士三甲153名。同年五月，著交吏部掣签分发各省，以知县即用。光緒十八年，擔任永寿县知縣。光緒二十五年，改任略阳縣知縣。光緒二十八年，再任永寿縣知縣，任內賑災扶貧。